# 青印溪
青印溪，位于中华人民共和国福建省三明市尤溪县的一条河流，是尤溪左岸支流，发源于尤溪县西部八字桥乡坑头村西南，蜿蜒向北偏东流注入柳塘水库，出库后向东流，经管前镇林源村、西城镇山连村、湆头村、后洋村、玉池村、西城镇城区和尤溪县城城关镇等地，于尤溪县城汇入尤溪干流。河长76千米，流域面积657平方千米，河道平均比降7.0‰。